# Ilja Ilin
Ilja Ilin (rusky Илья Ильин) (* 24. května 1988, Kyzylorda) je kazašský vzpěrač ruské národnosti. Je olympijským vítězem z let 2008 a 2012 a pětinásobným seniorským mistrem světa ve vzpírání; v letech 2005 a 2006 byl dvakrát po sobě vyhlášen vzpěračem roku (v juniorských letech stejného úspěchu dosáhli už jen Naim Süleymanoğlu a Ivan Ivanov). Jeho výkony v nadhozu (216 kg) a dvojboji (386 kg) jsou platnými juniorskými světovými rekordy v kategorii do 85 kg. V seniorské kategorii mají jeho rekordy hodnotu 242 kg v nadhozu a 432 kg ve dvojboji.
V začátcích své kariéry byl součástí programu G4S 4teen společnosti Group 4 Securicor podporující mladé nadějné sportovce z celého světa. Projekt svým jménem oficiálně zaštiťoval známý etiopský atlet Haile Gebrselassie.

## Sportovní úspěchy

### 2005
- Mistrovství světa juniorů ve vzpírání 2005, Pusan, Jižní Korea
  -  Dvojboj, do 85 kg (374 kg)
  -  Nadhoz, do 85 kg (206 kg)
  -  Trh, do 85 kg (168 kg)
- Mistrovství světa ve vzpírání 2005, Dauhá, Katar
  -  Dvojboj, do 85 kg (386 kg)
  -  Nadhoz, do 85 kg (216 kg)

### 2006
- Mistrovství světa juniorů ve vzpírání 2006, Chang-čou, Čínská lidová republika
  -  Dvojboj, do 94 kg (401 kg)
  -  Nadhoz, do 94 kg (225 kg)
  -  Trh, do 94 kg (176 kg)
- Mistrovství světa ve vzpírání 2006, Santo Domingo, Dominikánská republika
  -  Dvojboj, do 94 kg (392 kg)
  -  Nadhoz, do 94 kg (217 kg)
  -  Trh, do 94 kg (175 kg)
- Asijské hry 2006, Dauhá, Katar
  -  Dvojboj, do 94 kg (397 kg; „malé“ medaile se neudělují)

### 2008
- Olympijské hry 2008, Peking, ČLR
  -  Dvojboj, do 94 kg (406 kg; „malé“ medaile se neudělují; 180 + 226 kg)

### 2010
- Asijské hry 2010, Kanton, ČLR
  -  Dvojboj, do 94 kg (394 kg; 175 kg + 219 kg, „malé“ medaile se neudělují)

### 2011
- Mistrovství světa ve vzpírání 2011, Paříž, Francie
  -  Dvojboj, do 94 kg (407 kg)
  -  Nadhoz, do 94 kg (226 kg)

### 2012
- Olympijské hry 2012, Londýn, Spojené království
  -  Dvojboj, do 94 kg (418 kg svět. rek.; „malé“ medaile se neudělují; 185 + 233 kg svět. rek.)